# Богданова Людмила Петрівна
Людмила Петрівна Богданова (8 грудня 1923 — 8 травня 2015, Москва) — радянська актриса театру та кіно, народна артистка РРФСР (1976).

## Біографія
Людмила Петрівна Богданова народилася 8 грудня 1923 року.
Служила в Московському драматичному театрі на Малій Бронній.
Померла 8 травня 2015 року в Москві, похована поряд із чоловіком на Калитниківському цвинтарі.

### Сім'я
- Чоловік — актор Аркадій Михайлович Пєсельов (1926—2002), народний артист РРФСР.

## Нагороди
- Заслужена артистка РРФСР (3.06.1959).
- Народна артистка РРФСР (7.10.1976).

## Роботи в театрі
- «Покровські ворота» Леоніда Зоріна — Маргарита Хоботова
- «Не від світу цього» — Ксенія Василівна
- «Фізики та лірики» Я. Волчек — Зоя, секретар
- «Аргонавти» Юліу Едліс

## Фільмографія
1. 1969 — Комендант Лаутербурга (телеспектакль) — Лізелотте фон Мельхіор
2. 1971 — Слідство ведуть ЗнаТоКі. Чорний маклер (рос. Следствие ведут ЗнаТоКи. Чёрный маклер) — Олена Романівна, дружина Шахова
3. 1972 — Будденброки (телеспектакль) — Бетсі
4. 1973 — Слідство ведуть ЗнаТоКі. Втеча (рос. Следствие ведут ЗнаТоКи. Побег) — Олена Романівна Сергеєва
5. 1973 — Мегре і людина на лаві (рос. Мегрэ и человек на скамейке) (телеспектакль) — мадам Жибон
6. 1983 — Відпустка з поранення (рос. Отпуск по ранению) (телеспектакль) — Ксенія Миколаївна
7. 1989 — Відвідувач музею (рос. Посетитель музея) — епізод
8. 1990 — Ва-же-лі (рос. Ры-ча-ги) — епізод
9. 1992 — Чекіст (рос. Чекист) — епізод
10. 1996 — Операція «З Новим роком!» (рос. Операция «С Новым годом!») — епізод

### Озвучування
- 1961 — Важке життя (Una vita difficile) — Олена Павінато (роль Леа Массарі)